# Nyiragongo
De Nyiragongo is een actieve vulkaan in het noordoosten van de Democratische Republiek Congo. Deze heeft een hoogte van 3470 meter en ligt volledig in het Virunga Nationaal Park. De Nyiragongo ligt op een hotspot van de Grote Afrikaanse Slenk. De vulkaankrater overlapt gedeeltelijk twee oudere vulkanen, de Shaheru en de Baruta. In de omgeving van de Nyiragongo zijn vele kleinere sintelkegels te vinden. Dertien kilometer naar het noorden ligt de eveneens nog actieve vulkaan, de Nyamuragira.
De vulkaan heeft een van de grootste, permanente lavameren ter wereld. Het peil in het meer varieert sterk. De lava heeft een lage viscositeit. Dit komt door de hogere concentratie meliliet en nefeliniet. Dit maakt de lavastromen extra snel en daarmee extra gevaarlijk.
De Nyiragongo is een van de zestien Decade Volcanoes die zijn aangewezen door de IAVCEI in verband met haar geschiedenis van grote uitbarstingen en de nabijgelegen bewoonde gebieden. De vulkaan ligt 16 km ten noorden van de stad Goma. Deze stad loopt groot gevaar wanneer het tot een uitbarsting komt. Iets zuidelijker ligt het Kivumeer waarin (door de vulkanische activiteit) grote hoeveelheden methaan en koolstofdioxide zijn opgelost. Deze gassen kunnen vrijkomen tijdens een limnische uitbarsting.

## Uitbarstingen
De Nyiragongo is sinds 1882 minstens 34 keer uitgebarsten. Op 10 januari 1977 kwam het weer tot een uitbarsting. De wand van het lavameer begaf het en het meer liep in een uur leeg. Er ontstond een lavastroom met een snelheid van rond de 100 km/u. Officieel vielen er zeventig doden maar mogelijk lag het aantal vele malen hoger.
In 1994 waren er zes seismografen op de hellingen van de berg gezet om deze in de gaten te kunnen houden. In dat jaar vond echter de Rwandese Genocide plaats, en zo'n 400.000 vluchtelingen overspoelden de hellingen van de berg. Slechts een van de instrumenten overleefde het, zodat de vulkanologen goeddeels blind waren voor het naderende gevaar.
Op 17 januari 2002 kwam het weer tot een uitbarsting. Deze keer was er sprake van een spleeteruptie. Er kwamen enkele mensen om het leven door een benzineopslag die ontplofte. Zo'n 400.000 mensen werden tijdelijk van huis verdreven, toen het centrum van de stad Goma aan de grens met Rwanda volledig met lava werd overspoeld. Deze lava versteende tot een dikke zwarte laag, de hoogte van een verdieping van een huis. Deze lava is hard als beton en de nieuwe huizen worden boven op de lava gebouwd.
Hoewel het observatorium van directeur Kavotha geraakt werd door een projectiel, de telefoonlijnen afgesneden werden en de bruggen opgeblazen en de wetenschappers niet meer voor hun werk betaald kregen bleven enigen toch hun werk doen. De eruptie heeft hen ten minste de steun van de internationale gemeenschap opgeleverd.
Sinds 2002 is de Nyiragongo vrijwel permanent actief met aspluimen, de uitstoot van gassen en bewegingen in het lavameer.
Op de avond van 22 mei 2021 barstte de vulkaan opnieuw uit. De lava kwam in de buurt van het vliegveld van Goma en verwoestte een snelweg naar de noordelijker gelegen stad Beni. Lava bedreigde ook de oostelijke delen van de stad. Er vielen zeker 15 doden door de uitbarsting, waarvan negen tijdens een verkeersongeluk tijdens de evacuatie. Geschat werd dat circa 30.000 mensen gevlucht waren, 3 tot 5 duizend over de grens naar Rwanda en 25.000 naar de ten noordwesten van Goma gelegen stad Sake. De Noorse NGO Norwegian Refugee Council noemde de humanitaire situatie “de meest verwaarloosde vluchtelingencrisis ter wereld”.

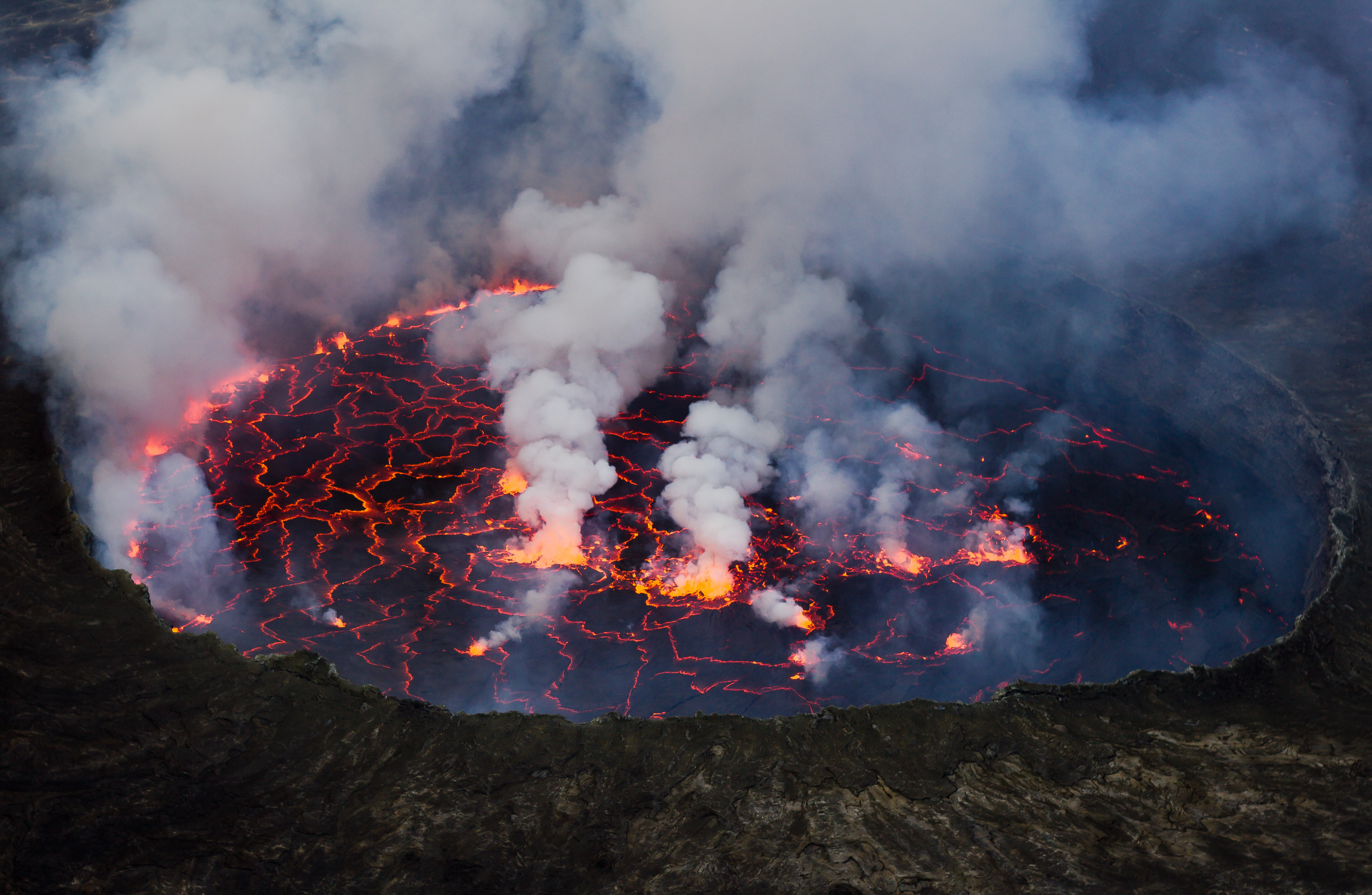
Het lavameer van de Nyiragongo

Avatsja · Colima · Etna · Galeras · Mauna Loa · Merapi · Nyiragongo · Mount Rainier · Sakurajima · Santa Maria · Santorini · Taal · El Teide · Ulawun · Unzen · Vesuvius